# 청도 운문사 처진소나무
청도 운문사 처진소나무(淸道 雲門寺 처진소나무)는 대한민국 경상북도 청도군 운문면에 있는 처진소나무이다. 1966년 8월 25일 대한민국의 천연기념물 제180호로 지정되었다.

## 상세
처진소나무는 가지가 밑으로 축 처진 모습을 하고 있으며 매우 희귀하다.
운문사의 처진소나무는 운문사의 앞뜰에서 자라고 있으며 수고는 9.4m, 흉고직경은 3.37m이다. 나무의 모습이 낮게 사방으로 퍼지는 모습 때문에 반송(盤松:키가 작고 밑동부터 가지가 옆으로 퍼지는 소나무)이라고 부른다.
운문사는 1,400년 전에 지었다고 하고 임진왜란(1592) 때 이 나무는 상당히 컸었다 하니 나무의 나이는 약 400년 정도로 추정된다. 이 처진소나무는 고승(古僧)이 시들어진 나뭇가지를 꺾어서 심었다는 이야기가 전해지고 있으며, 스님들은 매년 봄·가을에 뿌리 둘레에 막걸리를 물에 타서 뿌려주는 등 정성을 다하여 가꾸고 있다.
운문사의 처진소나무는 수형이 매우 아름답고, 전형적인 처진소나무의 모습을 보여주고 있어 생물학적 자료로서의 가치가 크며, 문화적 자료로서의 가치도 있어 천연기념물로 지정하여 보호하고 있다.

## 같이 보기
- 소나무
- 운문사